# Tor Bay
Tor Bay är en vik i Storbritannien.   Den ligger utanför kommunen Torbay och riksdelen England, i den södra delen av landet, 270 km sydväst om huvudstaden London.